# Førde
Førde és un antic municipi situat al antic comtat de Sogn og Fjordane, Noruega. Té 12.900 habitants (2016) i la seva superfície és de 585,64 km². El centre administratiu del municipi és la població homònima. La ruta europea E39 passa pel municipi, al voltant del llac Holsavatnet. És el municipi més poblat de Sogn og Fjordane.
L'aeroport de Førde-Bringeland és l'aeroport regional situat a 16 quilòmetres del centre de la ciutat i té vols que connecten amb Oslo i Bergen. L'aeroport es troba realment al veí municipi de Gaular, just al sud de la frontera municipal. L'hospital més gran de Sogn og Fjordane i les oficines regionals de la Corporació de Radiodifusió Noruega es troben a la ciutat. El Festival Internacional de Música Folk de Førde es porta a terme cada estiu. El diari local es diu Firda.

## Informació general

### Nom
El municipi (originalment la parròquia) duu el nom de la granja de Førde (en nòrdic antic: Fjǫrðr nominatiu i Firði datiu). El nom és idèntic a la paraula fjǫrðr que significa "fiord" (en referència al fiord que ara es diu Førdefjorden).

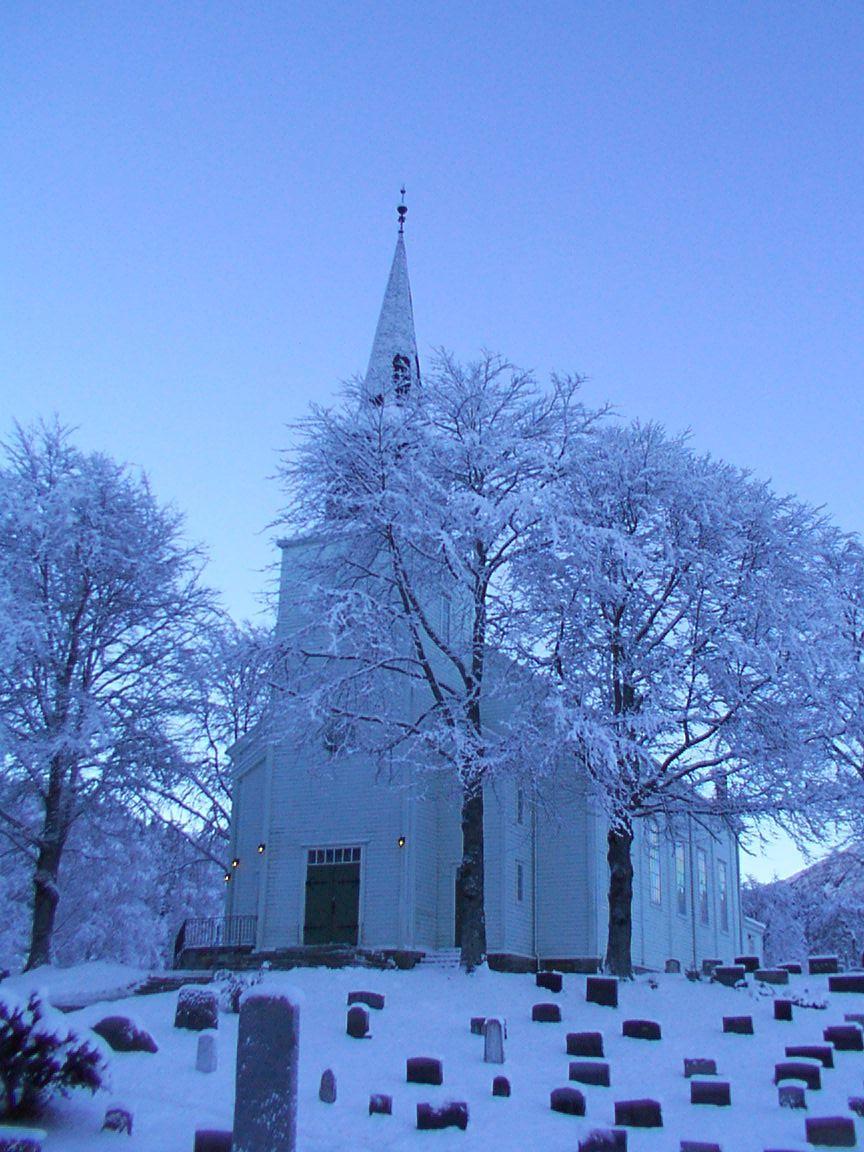
Església de Førde.

### Escut d'armes
L'escut d'armes és modern; se'ls va concedir el 27 d'abril de 1990. Es mostra tres extrems d'arada de plata sobre un fons vermell. Simbolitza els tres pilars de l'economia local: l'agricultura, l'horticultura i el desenvolupament.

## Geografia
El municipi de Førde abasta les valls que condueixen lluny de l'extrem interior del Førdefjorden. Limita amb el municipi de Naustdal al nord, amb els municipis de Jølster, Sogndal, Balestrand a l'est, amb el municipi de Gaular al sud, i amb el municipi d'Askvoll a l'oest.
Els dos llacs més grans són Holsavatnet i Haukedalsvatnet. Els rius Jølstra i Gaula estan parcialment situats al municipi de Førde. Les muntanyes de Gaularfjellet es troben a l'est i al sud del municipi. Les glaceres de Grovabreen i Jostefonn estan situades a la part muntanyosa oriental de Førde. Les vores més occidentals del Parc Nacional de Jostedalsbreen es troben a Førde.

## Atraccions

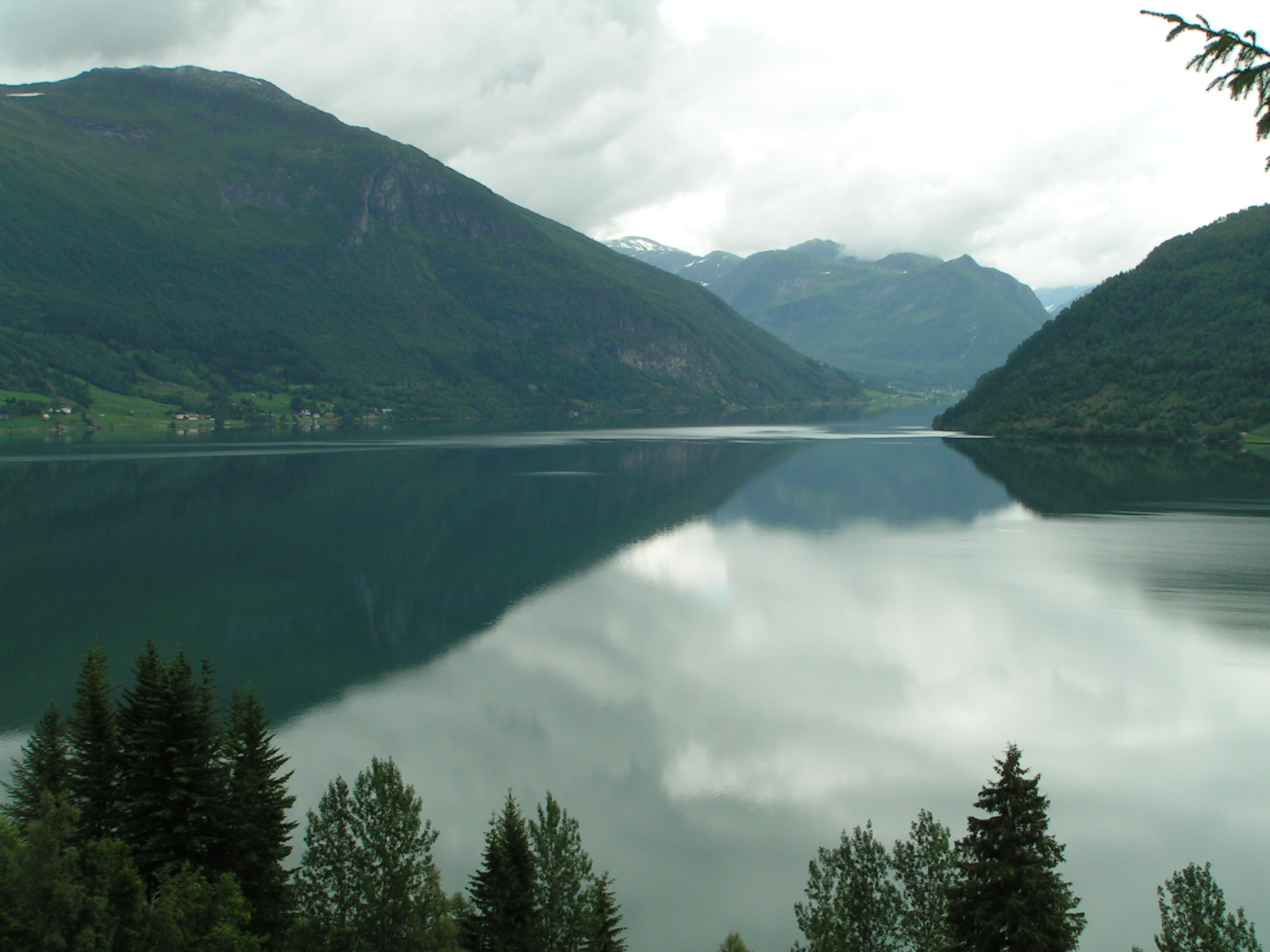
Llac Haukedalsvatnet.

### Cascades
- Huldefossen: situada a uns 10 quilòmetres de la ciutat de Førde, és una cascada de 90 metres d'altura.
- Halbrendsfossen: situada molt a prop del centre de la ciutat de Førde. És una cascada molt gran a la primavera.[4]

### El salmó

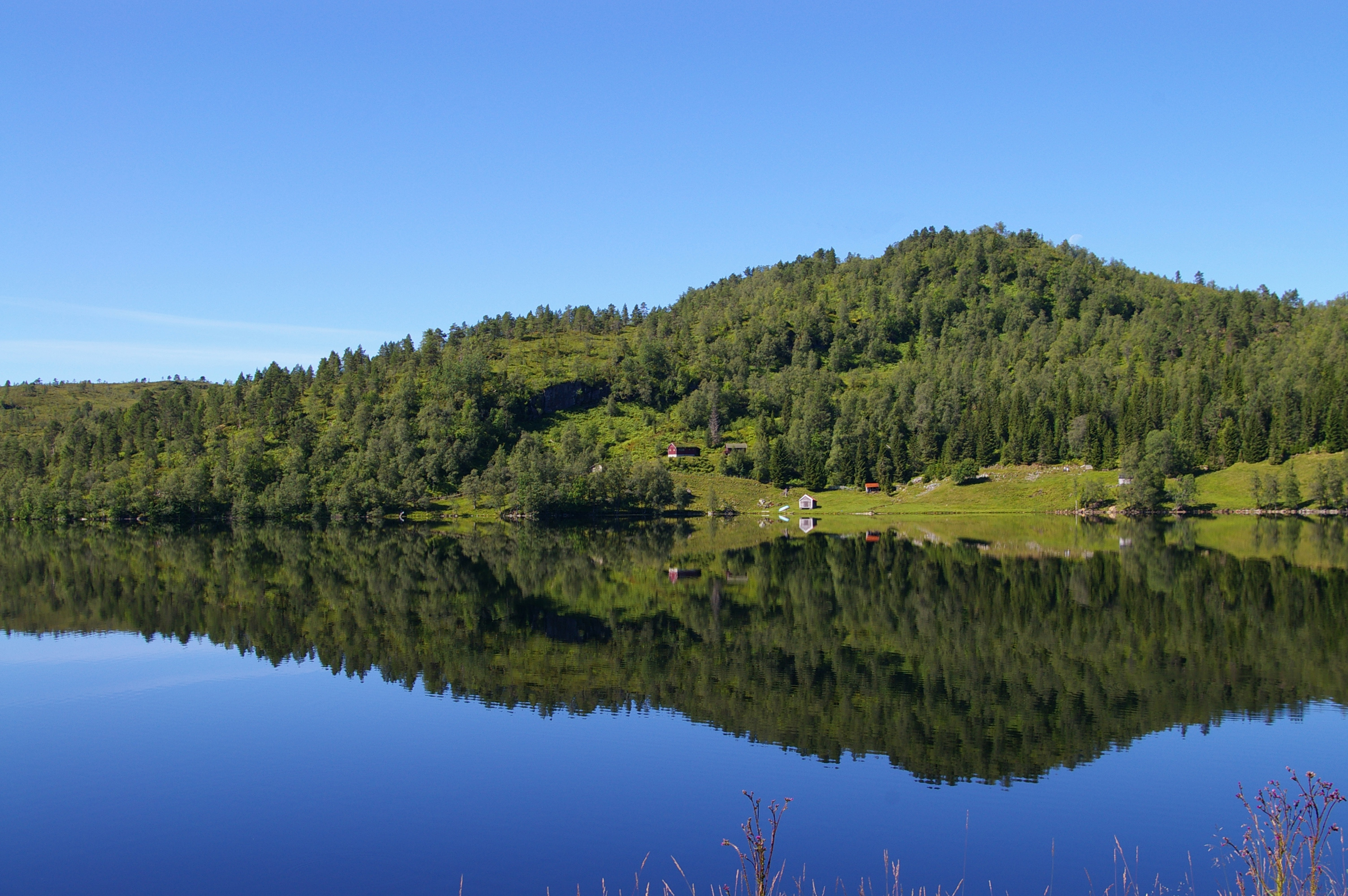
Llac Langeland.

"El salmó" és una estructura de pedra de 65 metres de llargada, la més llarga de Noruega. Va ser creada per Jørn Ronnau. Es barreja de manera natural amb l'entorn verd a la vora del riu Jølstra, a prop del centre cultural Førdehuset.

### Førdehuset
Førdehuset (significat literal: la casa de Førde) és un centre cultural regional, una pedra angular per a la vida cultural a l'oest de Noruega. El centre està ubicat al centre de la ciutat de Førde, envoltat d'un complex esportiu, un amfiteatre, i està al costat de la Galeria del Comtat. Una multitud d'activitats culturals es reuneixen sota un mateix sostre. Petits i grans atraccions/esdeveniments s'hi duen a terme tot l'any.

### Carretera Nacional de Turisme

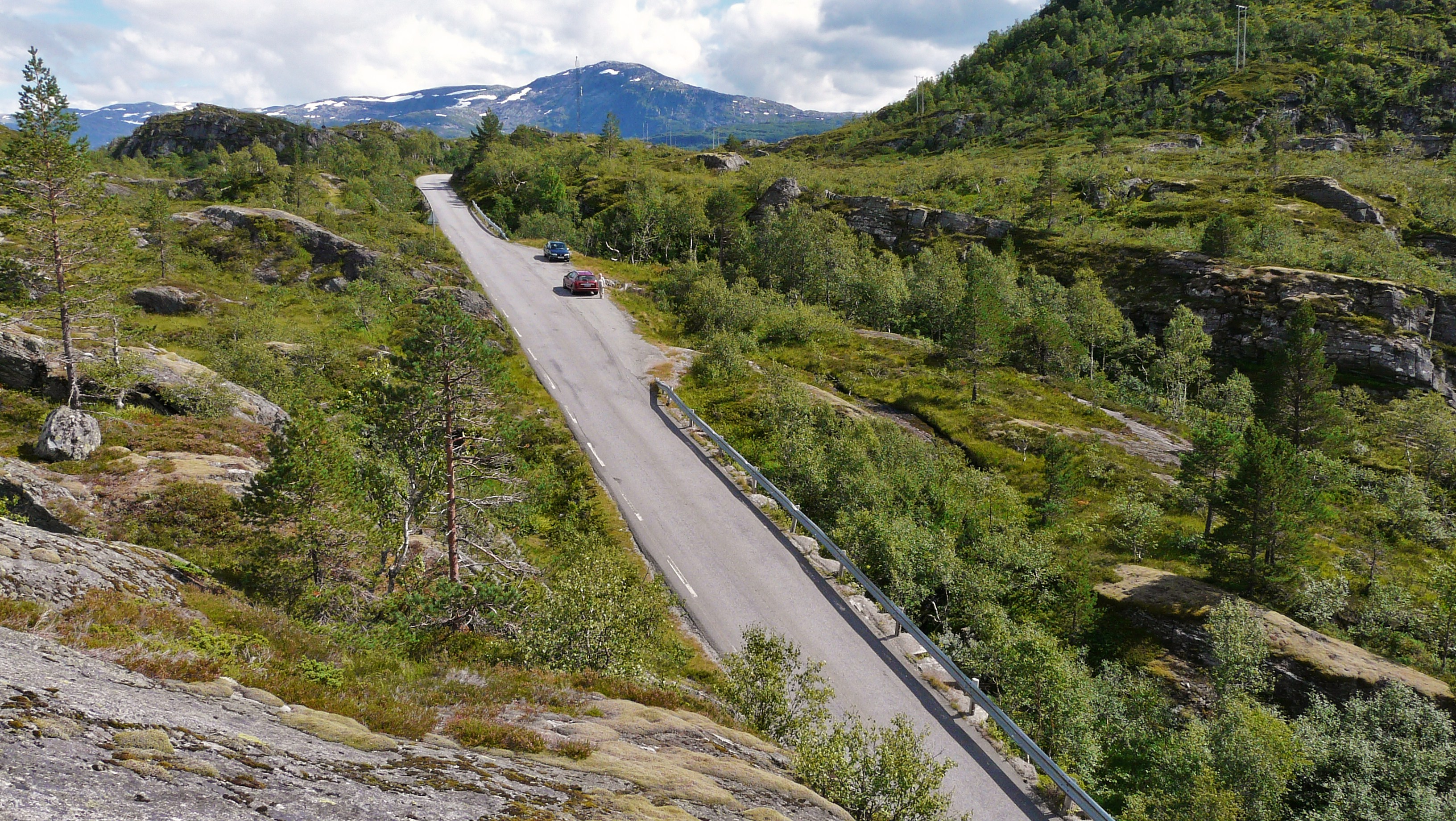
Vista de la Fv13.

La Carretera Comtal Noruega 13 (Fv13) és una de les 18 carreteres nacionals de turisme a Noruega, a causa de les cascades properes. Des de Førde, els conductors comencen un viatge turístic amb atraccions culturals que daten del segle xix a l'entorn de la ciutat dels nostres dies. Els districtes de Holsen i Haukedalen són típics de les comunitats agrícoles noruegues occidentals que han creat un pintoresc paisatge rural.

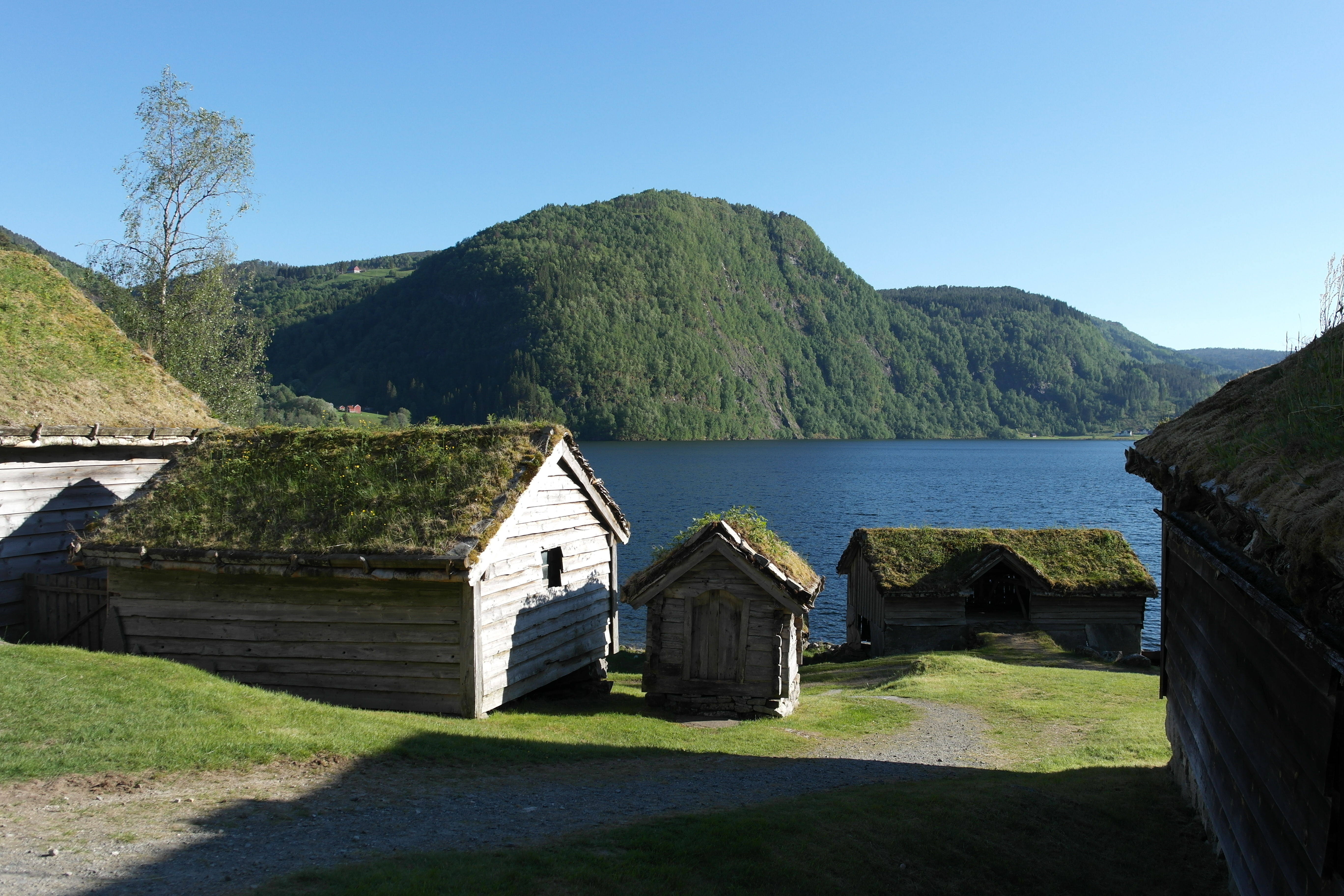
Museu de Sunnfjord.

La muntanya Rørvik, i el camí amb les fascinants parets de pedra que duu a ella gaudeix d'una vista meravellosa sobre Haukedalen. Al llarg de Råheimsdalen i Eldalen a les muntanyes Gaularfjellet, veureu una cascada en un paisatge meravellós que s'ha enjardinat amb rutes d'accés per visitants. Des de dalt de les muntanyes Gaularfjell, hi ha corbes molt tancades fins al Vetlefjorden, un braç del Sognefjorden. Els contrastos impressionants de vessants costeruts, camins sinuosos i cascades són característics d'un paisatge excepcional de l'oest de Noruega.

### Sunnfjord Museu
El Museu de Sunnfjord és un dels quatre museus d'aquest districte a Sogn og Fjordane. El pati principal del museu a l'aire lliure és un conjunt de 25 edificis d'antiguitats restaurades situades en un paisatge cultural representatiu de la mateixa època. Aquests edificis donen una idea de la vida i estils de vida al districte de Sunnfjord al voltant de la meitat del segle xix. La casa de l'inquilí de la terra es troba al lloc original de l'interior, ja que ja hi era al final del segle xix. Al juny, juliol i agost, hi ha cada dia visites guiades a través dels vells edificis.

## Agermanaments
Førde manté una relació d'agermanament amb les següents localitats:
- La Crosse, Wisconsin, Estats Units.
- Kent, Washington, Estats Units. Cada any, dos estudiants d'entre 14 i 17 anys s'intercanvien entre les dues ciutats per ser ambaixadors de la joventut del seu país.[cal citació]